# Christophe Pignol
Pour les articles homonymes, voir Pignol.
Christophe Pignol (né le 15 octobre 1969 à Aubagne) est un footballeur français, qui évolue au poste de défenseur. Il officie en tant que consultant pour la chaîne Bein Sport lors des rencontres de Ligue 1.
Son frère cadet, Stéphane Pignol, est également footballeur.

## Biographie
Formé à l'AS Saint-Étienne avec qui il débute en D1 le 29 août 1987 contre l'Olympique de Marseille au Stade Vélodrome. En octobre 1987, il fait partie de l'équipe de France juniors A1, aux côtés de Patrice Loko, Laurent Guyot et Christophe Deguerville. 
Il passe ensuite par le FC Istres en D2 (1991-1993 )et le FC Nantes (1993-1997), avec lequel il gagne le championnat de France de Division 1 et joue, la saison suivante, la demi-finale de la Ligue des champions face à la Juventus. 
Il s'engage ensuite avec l'AS Monaco, après avoir fini troisième du championnat (1997). Il quitte le club de la Principauté en juin 2000, sur un titre de champion, pour rejoindre le Lille OSC (2000-2001) de Vahid Halilhodžić, promu en D1.
Le 10 avril 2001, tout bascule pour lui. Atteint d'une leucémie aiguë, il arrête sa carrière professionnelle et il doit combattre pendant de longs mois sa maladie. Aujourd'hui guéri, il a ouvert une salle de foot indoor à Gemenos "Soccer Plus".
Il n'oublie pourtant pas ce qui lui est arrivé. En effet, il a créé l'Association Christophe Pignol en février 2002 pour lutter contre cette maladie, collecter des dons qui pourront aider la recherche médicale à progresser, informer les gens sur cette maladie pour les amener à comprendre l'importance des dons de moelle osseuse pour soigner la leucémie et rendre le séjour en hôpital moins difficile. Il est également aidant dans une clinique de Marseille à partir de janvier 2022.
Il a publié un livre "le match de ma vie", préfacé par Willy Sagnol, aux Éditions du Moment. Tous les droits d'auteur sont reversés au bénéfice de l'association Christophe Pignol[réf. nécessaire].
Depuis la saison 2016-2017, il est consultant pour le groupe Bein Sport lors des matchs de Ligue 1.

## Carrière
| Saison      | Club             | Pays   | Championnat | Championnat | Championnat | Championnat  | Championnat  | Coupe d'Europe | Coupe d'Europe | Coupe d'Europe |
| Saison      | Club             | Pays   | Division    | Matchs      | Buts        | Cartons      | Cartons      | Type           | Matchs         | Buts           |
| Saison      | Club             | Pays   | Division    | Matchs      | Buts        | Carton jaune | Carton rouge | Type           | Matchs         | Buts           |
| ----------- | ---------------- | ------ | ----------- | ----------- | ----------- | ------------ | ------------ | -------------- | -------------- | -------------- |
| 1987 - 1988 | AS Saint-Étienne | France | Ligue 1     | 1           | 0           | ?            | ?            | /              | -              | -              |
| 1988 - 1989 | AS Saint-Étienne | France | Ligue 1     | 0           | 0           | ?            | ?            | /              | -              | -              |
| 1989 - 1990 | AS Saint-Étienne | France | Ligue 1     | 2           | 0           | ?            | ?            | /              | -              | -              |
| 1990 - 1991 | AS Saint-Étienne | France | Ligue 1     | 0           | 0           | ?            | ?            | /              | -              | -              |
| 1991 - 1992 | FC Istres        | France | Ligue 2     | 31          | 0           | ?            | ?            | /              | -              | -              |
| 1992 - 1993 | FC Istres        | France | Ligue 2     | 27          | 1           | ?            | ?            | /              | -              | -              |
| 1993 - 1994 | FC Nantes        | France | Ligue 1     | 21          | 0           | ?            | ?            | C3             | 1              | 0              |
| 1994 - 1995 | FC Nantes        | France | Ligue 1     | 30          | 2           | ?            | ?            | C3             | 8              | 0              |
| 1995 - 1996 | FC Nantes        | France | Ligue 1     | 27          | 1           | ?            | ?            | C1             | 8              | 0              |
| 1996 - 1997 | FC Nantes        | France | Ligue 1     | 32          | 1           | ?            | ?            | /              | -              | -              |
| 1997 - 1998 | AS Monaco        | France | Ligue 1     | 22          | 0           | ?            | ?            | C1             | 6              | 1              |
| 1998 - 1999 | AS Monaco        | France | Ligue 1     | 17          | 0           | ?            | ?            | C3             | 3              | 0              |
| 1999 - 2000 | AS Monaco        | France | Ligue 1     | 5           | 0           | ?            | ?            | /              | -              | -              |
| 2000 - 2001 | Lille OSC        | France | Ligue 1     | 18          | 0           | ?            | ?            | /              | -              | -              |

## Palmarès
- Champion de France en 1995 avec le FC Nantes et en 2000 avec l'AS Monaco
- Demi-finaliste de la Ligue des Champions en 1996 avec le FC Nantes et en 1998 avec l'AS Monaco.